# Động vật máu lạnh
Động vật máu lạnh là một thuật ngữ khái quát dùng để chỉ một tập hợp phức tạp các đặc trưng xác định cơ chế điều chỉnh nhiệt độ cơ thể của động vật. Xét về mặt nhiệt sinh lý học, các động vật máu lạnh có thể thuộc một trong ít nhất ba nhóm sinh vật sau:
- Động vật ngoại nhiệt: những động vật điều hòa thân nhiệt dựa vào các tác nhân bên ngoài ví dụ như nguồn nhiệt từ ánh sáng Mặt Trời;
- Động vật biến nhiệt: những động vật có khả năng duy trì hoạt động sống trong một phạm vi thân nhiệt rộng;
- Động vật biến dưỡng chậm: những động vật có khả năng thay đổi đáng kể tốc độ biến dưỡng khi cần thiết, ví dụ các động vật ngủ đông;